# Epilobium ladakhianum
Epilobium ladakhianum là một loài thực vật có hoa trong họ Anh thảo chiều. Loài này được T.K.Paul mô tả khoa học đầu tiên năm 1997 publ. 2001.